# Punta Sátira
La Punta Sátira (51°50′S 58°57′O / -51.833, -58.950) se encuentra en el centro de la isla Soledad del archipiélago de las Malvinas. Administrativamente pertenece al departamento Islas del Atlántico Sur de la provincia de Tierra del Fuego, Antártida e Islas del Atlántico Sur.
Esta punta se ubica hacia el fondo del seno Choiseul y sobre su costa septentrional. Además se encuentra en la entrada del puerto Darwin, al sur del arroyo Trullo y al noreste de la caleta Norton.